# Hertogdom Saksen-Eisenberg
Het hertogdom Saksen-Eisenberg was een van de Ernestijnse hertogdommen in het noordoosten van Thüringen. Het hertogdom ontstond na de verdeling van Saksen-Gotha in 1680. Hertog Christiaan was de enige hertog van het land. Na zijn dood in 1707 werd Saksen-Eisenberg ingelijfd door Saksen-Gotha-Altenburg.
Via de Nexus Gothanus maakte het deel uit van Saksen-Gotha-Altenburg.

## Geschiedenis
Bij het hoofdverdelingsverdrag van 24 februari 1680 werden de ambten Eisenberg, Ronneburg, Roda en Camburg toegekend aan hertog Christiaan, de vijfde zoon van hertog Ernst I van Saksen-Gotha. Hij kreeg een beperkt aantal rechten in deze ambten. Er waren ook zaken die onder de staatsinstellingen van Saksen-Gotha-Altenburg bleven ressorteren (Nexus Gothanus).
De uitgaven van hertog Christiaan brachten het land al snel in de problemen.
Volgens een verdrag van 1699 zou het land na het uitsterven van het vorstenhuis aan Saksen-Gotha vallen. Na de dood van hertog Christiaan in 1707 bezette Saksen-Gotha-Altenburg daarom Saksen-Eisenberg. De inbezitneming werd door de andere staten erkend, waarna de vier ambten werden ingelijfd bij het vorstendom Altenburg.

## Hertog
- 1680 - 1707: Christiaan